# I'll Go Crazy If I Don't Go Crazy Tonight
I'll Go Crazy If I Don't Go Crazy Tonight è il terzo singolo estratto dall'album No Line on the Horizon degli U2. I precedenti singoli estratti dallo stesso album furono Get On Your Boots e Magnificent.

## Il video
Per questo singolo sono usciti due videoclip: uno in versione animata, diretto dal regista David O'Reilly che ha sfruttato il tema centrale della canzone stessa per creare un'animazione di storie parallele fra di loro; e un altro diretto da Alex Courtes (autore già dei primi due video dell'album No Line On The Horizon), registrato a Barcellona durante la prima e la seconda data del U2 360º Tour del 2009.

## Dal vivo
Durante il 360º Tour il brano è stato riproposto in versione remixata (la Redanka's 'Kick The Darkness' Vocal Version), con il batterista Larry Mullen Jr. che camminava sulla passerella circolare del palco suonando un djembe.
L'unica volta che è stato suonato in versione regolare è stato durante il secondo concerto di Barcellona tenutosi il 2 luglio 2009, in cui vennero effettuate le riprese per il videoclip.

## Formazione
Gruppo
- Bono – voce
- The Edge – chitarra, cori, pianoforte
- Adam Clayton – basso
- Larry Mullen Jr. – batteria

Altri musicisti
- will.i.am – tastiera, produttore esecutivo
- Cathy Thompson – violino
- Terry Lawless – tastiera
- Caroline Dale – violoncello

## Tracce
Tutte le canzoni sono state scritte da Bono.
CD singolo
1. I'll Go Crazy If I Don't Go Crazy Tonight (single version)
2. Magnificent (live from Somerville Theatre, Boston) – registrato nel marzo 2009

CD maxi-singolo
1. I'll Go Crazy If I Don't Go Crazy Tonight (single version)
2. I'll Go Crazy If I Don't Go Crazy Tonight (Fish Out of Water mix)
3. I'll Go Crazy If I Don't Go Crazy Tonight (Dirty South full mix)
4. I'll Go Crazy If I Don't Go Crazy Tonight (Redanka's 'Kick the Darkness' vocal version)
5. I'll Go Crazy If I Don't Go Crazy Tonight (Redanka's 'Sparks of Light' dub version)
6. I'll Go Crazy If I Don't Go Crazy Tonight (Redanka's 'Kick The Darkness' instrumental version)

Vinile 7"
1. I'll Go Crazy If I Don't Go Crazy Tonight (single version)
2. I'll Go Crazy If I Don't Go Crazy Tonight (Dirty South Radio Mix)